# Парадоксална жаба
Парадоксална жаба (Pseudis paradoxa) е вид земноводно от семейство Дървесници (Hylidae).

## Разпространение
Видът е разпространен в Бразилия, Суринам и Тринидад и Тобаго.